# Polnische Poolbillard-Meisterschaft 2004
Die polnische Poolbillard-Meisterschaft 2004 war die 13. Austragung der nationalen Meisterschaft in der Billardvariante Poolbillard. Sie fand vom 12. bis 17. Dezember 2004 in Kielce statt. Ausgespielt wurden die Disziplinen 8-Ball, 9-Ball und 14/1 endlos.

## Medaillengewinner
| Disziplin            | Gold                                    | Silber                            | Bronze                                  | Bronze                                     |
| -------------------- | --------------------------------------- | --------------------------------- | --------------------------------------- | ------------------------------------------ |
| Herren – 8-Ball      | Tomasz Kapłan (Ósemka Rzeszów)          | Jacek Walter (Porter Częstochowa) | Marek Derek (Wodny Park Warszawa)       | Karol Skowerski (Contact Kielce)           |
| Herren – 9-Ball      | Robert Zachar (Baribal Lubin)           | Hubert Łopotko (Hades Poznań)     | Mariusz Roter (Contact Kielce)          | Michał Marcinkiewicz (Wodny Park Warszawa) |
| Herren – 14/1 endlos | Wojciech Trajdos (Wodny Park Warszawa)  | Tomasz Kapłan (Ósemka Rzeszów)    | Mariusz Roter (Contact Kielce)          | Adam Ewald (Trefl Sopot)                   |
| Damen – 8-Ball       | Maria Nielubowicz (Wodny Park Warszawa) | Ewa Grzyb (IKS Tarnów)            | Agnieszka Parol (Ósemka Rzeszów)        | Izabela Łącka (Falcon Sosnowiec)           |
| Damen – 9-Ball       | Agata Sokołowska (UKS Jedynka Opatów)   | Karolina Stawarz (Ósemka Rzeszów) | Maria Nielubowicz (Wodny Park Warszawa) | Magdalena Tatarkiewicz (VIP Chorzów)       |
| Damen – 14/1 endlos  | Ewa Grzyb (IKS Tarnów)                  | Karolina Stawarz (Ósemka Rzeszów) | Maria Nielubowicz (Wodny Park Warszawa) | Agata Sokołowska (UKS Jedynka Opatów)      |